# Joshua Titima
Joshua Titima (n. Lusaka, 20 de octubre de 1992) es un futbolista zambiano que juega en la demarcación de portero para el Power Dynamos FC de la Primera División de Zambia.

## Biografía
Debutó como futbolista en 2009 con el Zanaco FC, equipo que venía de ganar el título de liga. Jugó en el club durante dos temporadas, quedando en quinta y octava posición en liga respectivamente. Al acabar la temporada 2010/2011 fichó por el Power Dynamos FC. En su primera temporada con el club consiguió el subcampeonato, quedando a dos puntos de su anterior club. 

## Selección nacional
Fue seleccionado por Hervé Renard como el tercer portero de la selección de fútbol de Zambia para disputar la Copa Africana de Naciones 2012, aunque no llegó a jugar ningún partido. Posteriormente, en un partido amistoso contra Malaui el 6 de julio de 2012 hizo su debut con la selección. También formó parte del equipo que jugó la Copa Africana de Naciones 2013, aunque de nuevo se quedó sin disputar un solo partido. También jugó un partido de clasificación para la Copa Mundial de Fútbol de 2014 el 24 de marzo de 2013 contra Lesoto, que acabó con empate a uno. También jugó dos partidos de la Copa CECAFA 2013. De nuevo fue elegido para disputar la Copa Africana de Naciones 2015, quedando de nuevo sin jugar un solo partido.

## Clubes
| Club             | País   | Año         |
| ---------------- | ------ | ----------- |
| Zanaco FC        | Zambia | 2009 - 2011 |
| Power Dynamos FC | Zambia | 2011 -      |

## Palmarés

### Campeonatos internacionales
| Título      | Club                          | País   | Año  |
| ----------- | ----------------------------- | ------ | ---- |
| Copa COSAFA | Selección de fútbol de Zambia | Zambia | 2013 |